# 21e régiment d'infanterie (États-Unis)
Pour les articles homonymes, voir 21e régiment d'infanterie.
Le 21e régiment d'infanterie des États-Unis  est un régiment de l'armée américaine créé en 1862.